# Lixian (meteoryt)
Lixian – meteoryt żelazny z grupy oktaedrytów najbardziej gruboziarnistych IIAB znaleziony w kwietniu 2005 w chińskiej prowincji Hunan. Meteoryt został wydobyty przypadkiem podczas prac polowych przez jednego z miejscowych rolników. Pojedyncza bryła miała masę 43 kg. W przekroju meteorytu widać figury Widmanstättena o pasmach grubość 10 do 25 mm. Lixian jest jednym z pięciu znalezionych meteorytów w tej prowincji.